# Jebediah
Jebediah é uma banda de indie rock australiana formada em 1995.
A banda lançou quatro álbuns de estúdio entre 1997 e 2006.

## Discografia
- Slightly Odway (1997)
- Of Someday Shambles (1999)
- Jebediah (2002)
- Braxton Hicks (2004)